# WNBC
WNBC war eine kommerzielle Radiostation aus New York City und sendete von 1922 bis 1988. Die längste Zeit ihrer Existenz war der Sender das Flaggschiff des NBC Radio Network (zunächst als NBC Red). Die Clear Channel Station sendete mit 50 kW auf Mittelwelle 660 kHz.

## Geschichte
Die National Broadcasting Company wurde 1926 von der Radio Corporation of America geschaffen und übernahm vier Jahre nach ihrer Gründung die Station mit dem Rufzeichen WEAF von A.T.&T. für 1 Million USD. 1946 wurde die Station WNBC umbenannt und erneut 1954 in WRCA, schließlich 1960 wieder zurück in WNBC.
Am 7. Oktober 1988 stellte WNBC seinen Betrieb ein. Die Frequenz wurde von der CBS-Radio-Station WFAN (heute Entercom) übernommen.